# SN 2006fv
SN 2006fv – supernowa typu Ia odkryta 11 września 2006 roku w galaktyce A012137+0024. W momencie odkrycia miała maksymalną jasność 20,40m.